# Alexis Dupont
 (juin 2025).
Si vous disposez d'ouvrages ou d'articles de référence ou si vous connaissez des sites web de qualité traitant du thème abordé ici, merci de compléter l'article en donnant les références utiles à sa vérifiabilité et en les liant à la section « Notes et références ».
Alexis Dupont (Paris, 1er mai 1798 - Paris, 29 mai 1874) est un ténor d'opéra français qui créa de nombreux rôles dans des opéras de Rossini, Auber, Halévy et Meyerbeer.

## Carrière
Né Pierre-Auguste Dupont, il obtient le diplôme du Conservatoire en 1818. Il commence sa carrière comme chanteur de concert, puis à l'Opéra-Comique en 1821 dans le rôle d'Azor dans Zémire et Azor de Grétry. Il crée le rôle de Charles dans Emma, ou La promesse imprudente d'Auber (1821). En 1823, confronté à une crise vocale, Dupont quitte l'Opéra-Comique pour entreprendre une formation technique complémentaire en Italie. Il revient à Paris pour ses débuts à l'Opéra en 1826 dans le rôle de Pylade dans Iphigénie en Tauride de Gluck. Il y chante jusqu'en 1841.
En 1827, il chante dans La Mort d'Orphée, cantate d'Hector Berlioz lors de son examen pour le Prix de Rome. Berlioz, furieux de ne pas avoir gagné, avait prévu d'organiser une représentation publique pour le mois de mai 1828, avec à nouveau Dupont. Le concert n'eut malheureusement pas lieu.
Il participa comme sociétaire à la fondation de la Société des concerts du Conservatoire par François Habeneck (4 mars 1828).
Sous la direction du compositeur, Dupont chanta le solo de ténor dans le prologue de la symphonie dramatique Roméo et Juliette de Berlioz lors de la première le 24 novembre 1839. En août 1844, il participe, avec une centaine d'autres ténors, à un « concert monstre » organisé par Berlioz, auquel participent un millier d'interprètes[réf. nécessaire].
En 1846, Charles Hervey décrit la voix de Dupont comme un « orgue doux mais délicat noyé par l'orchestre de l'Académie Royale». Parmi ses rôles favoris à l'Opéra, on trouve Raimbaut dans Robert le diable de Meyerbeer, le rôle-titre dans Le comte Ory de Rossini et, en 1841, Don Ottavio dans Don Juan[réf. nécessaire].
Il participe à la cérémonie organisée pour la consécration du Grand Orgue de l'église de la Madeleine en 1846. Dans la même église, il chante le rôle de ténor dans le Requiem de Mozart aux funérailles de Frédéric Chopin en octobre 1849[réf. nécessaire]. Charles Gounod a dédié sa chanson Où voulez-vous aller ? à Alexis Dupont[réf. nécessaire].
Sa femme était une ballerine réputée, née Félicité Noblet en 1807 et décédée en 1877. Elle était la sœur d'une autre ballerine, Lise Noblet, qui dansa le rôle-titre de La Muette de Portici d'Auber lors de sa création, dans laquelle son beau-frère Dupont créa également un rôle de chant[réf. nécessaire].
Alexis Dupont se retira des scènes en 1841 mais continua à chanter en public jusqu'en 1856. En septembre 1856, pour avoir été impliqué dans des délits sexuels (« outrage public à la pudeur ») commis sur des jeunes filles de moins de 21 ans (âge de la majorité en France à cette époque), il fut condamné à 15 mois de prison[réf. nécessaire].
Il décède à Paris, avenue des Ternes, le 29 mai 1874.

## Rôles créés par Dupont
Les rôles lyriques qu'il a créés (à la Salle Le Peletier de l'Opéra de Paris sous la direction de François Habeneck, sauf mention contraire) comprennent :
- Eliézer dans Moïse et Pharaon de Rossini, l'adaptation française parisienne de son Mosè in Egitto (26 mars 1827 ; dirigé par Henri Valentino)
- Alphonse dans La muette de Portici d'Auber (29 février 1828, direction Valentino)
- 1er chevalier dans Le comte Ory de Rossini (20 août 1828)
- Ruodi, un pêcheur dans Guillaume Tell de Rossini (3 août 1829, dirigé par Valentino)
- le démon Asmodée dans l'opéra-ballet de Halévy La tentation (20 juin 1832)
- Verrues dans Gustave III (en) d'Auber (27 février 1833)
- Tavannes dans Les Huguenots de Meyerbeer (29 février 1836)
- Le Vicomte de Gif dans La Esmeralda de Louise Bertin (14 novembre 1836).